# 1990-es Formula–1 brit nagydíj
A brit nagydíj volt az 1990-es Formula–1 világbajnokság nyolcadik futama.

## Futam
A brit nagydíjon Mansell indult a pole-ból Senna és Berger McLaren-Hondája előtt.
Senna már az első kanyarban az élre állt. Mansell a 12. körben visszaelőzte a brazilt. Két kör múlva Senna megcsúszott, majd a boxba is kiállt, így a 10. helyre esett vissza. Mansell továbbra is maradt az élen, de a 22. körtől elektronikus sebességváltójával probléma akadt. A 31. körben Prost megelőzte Bergert a második helyért, majd a 43. körben Mansell problémáját kihasználva az élre állt. Mansell az 56. körben kiesett, mivel váltója teljesen tönkrement. Miután a brit visszasétált a boxba, az újságíróknak elmondta, hogy az év végén befejezi Formula–1-es pályafutását. Prost sorozatban harmadszorra győzött, ezzel átvette Sennától a pontverseny vezetését. Mellette Boutsen és Senna állt dobogóra.
|         | Rsz. | Versenyző          | Csapat                | Körök | Idő/Kiesések       | Helyezés | Pontok |
| ------- | ---- | ------------------ | --------------------- | ----- | ------------------ | -------- | ------ |
| 1       | 1    | Alain Prost        | Ferrari               | 64    | 1:18:30,999        | 5        | 9      |
| 2       | 5    | Thierry Boutsen    | Williams-Renault      | 64    | + 39,092           | 4        | 6      |
| 3       | 27   | Ayrton Senna       | McLaren-Honda         | 64    | + 43,088           | 2        | 4      |
| 4       | 29   | Éric Bernard       | Larrousse-Lamborghini | 64    | + 1:15,302         | 8        | 3      |
| 5       | 20   | Nelson Piquet      | Benetton-Ford         | 64    | + 1:24,003         | 11       | 2      |
| 6       | 30   | Szuzuki Aguri      | Larrousse-Lamborghini | 63    | + 1 kör            | 9        | 1      |
| 7       | 10   | Alex Caffi         | Arrows-Ford           | 63    | + 1 kör            | 17       |        |
| 8       | 4    | Jean Alesi         | Tyrrell-Ford          | 63    | + 1 kör            | 6        |        |
| 9       | 8    | Stefano Modena     | Brabham-Judd          | 62    | + 2 kör            | 20       |        |
| 10      | 25   | Nicola Larini      | Ligier-Ford           | 62    | + 2 kör            | 21       |        |
| 11      | 21   | Emanuele Pirro     | Dallara-Ford          | 62    | + 2 kör            | 19       |        |
| 12      | 24   | Paolo Barilla      | Minardi-Ford          | 62    | + 2 kör            | 24       |        |
| 13      | 26   | Philippe Alliot    | Ligier-Ford           | 61    | + 3 kör            | 22       |        |
| 14      | 28   | Gerhard Berger     | McLaren-Honda         | 60    | Gázadagoló         | 3        |        |
| Kiesett | 2    | Nigel Mansell      | Ferrari               | 55    | Váltóhiba          | 1        |        |
| Kiesett | 16   | Ivan Capelli       | Leyton House-Judd     | 48    | Üzemanyagszivárgás | 10       |        |
| Kiesett | 12   | Martin Donnelly    | Lotus-Lamborghini     | 48    | Motorhiba          | 14       |        |
| Kiesett | 11   | Derek Warwick      | Lotus-Lamborghini     | 46    | Motorhiba          | 16       |        |
| Kiesett | 17   | Gabriele Tarquini  | AGS-Ford              | 41    | Motorhiba          | 26       |        |
| Kiesett | 9    | Michele Alboreto   | Arrows-Ford           | 37    | Motorhiba          | 25       |        |
| Kiesett | 6    | Riccardo Patrese   | Williams-Renault      | 26    | Alváz              | 7        |        |
| Kiesett | 3    | Nakadzsima Szatoru | Tyrrell-Ford          | 20    | Elektronika        | 12       |        |
| Kiesett | 19   | Alessandro Nannini | Benetton-Ford         | 15    | Ütközés            | 13       |        |
| Kiesett | 22   | Andrea de Cesaris  | Dallara-Ford          | 12    | Üzemanyagrendszer  | 23       |        |
| Kiesett | 23   | Pierluigi Martini  | Minardi-Ford          | 3     | Generátor          | 18       |        |
| NI      | 15   | Maurício Gugelmin  | Leyton House-Judd     | 0     | Üzemanyagpumpa     | 15       |        |
| NK      | 14   | Olivier Grouillard | Osella-Ford           |       |                    |          |        |
| NK      | 7    | David Brabham      | Brabham-Judd          |       |                    |          |        |
| NK      | 36   | Jyrki Järvilehto   | Onyx-Ford             |       |                    |          |        |
| NK      | 35   | Gregor Foitek      | Onyx-Ford             |       |                    |          |        |
| NeK     | 33   | Roberto Moreno     | Euro Brun-Judd        |       |                    |          |        |
| NeK     | 18   | Yannick Dalmas     | AGS-Ford              |       |                    |          |        |
| NeK     | 34   | Claudio Langes     | Euro Brun-Judd        |       |                    |          |        |
| NeK     | 31   | Bertrand Gachot    | Coloni-Subaru         |       |                    |          |        |
| NeK     | 31   | Bruno Giacomelli   | Life                  |       |                    |          |        |

## Statisztikák
Vezető helyen:
- Ayrton Senna: 11 (1-11)
- Nigel Mansell: 25 (12-21 / 28-42)
- Gerhard Berger: 6 (22-27)
- Alain Prost: 22 (43-64)

Alain Prost 43. (R) győzelme, Nigel Mansell 13. pole-pozíciója, 15. leggyorsabb köre.
- Ferrari 101. győzelme.